# Dictyonella foliaformis
Dictyonella foliaformis är en svampdjursart som beskrevs av Marcus Lehnert och van Soest 1996. Dictyonella foliaformis ingår i släktet Dictyonella och familjen Dictyonellidae.
Artens utbredningsområde är Jamaica. Inga underarter finns listade i Catalogue of Life.